# Pasàrgades (ciutat)
Pasàrgades (en grec antic: Πασαργάδαι Pasargadai) fou la capital de les tribus iranianes del sud-oest i de la dinastia fundada per Aquèmenes, situada entre l'actual Marvdasht i Saadat Abad, a 130 km al nord-est de Siraz, a uns 87 km al nord-est de Persèpolis (província de Fars), a la vora d'un riu anomenat Cir (Cyrus, modern Kur). El jaciment arqueològic de Pasàrgades, que inclou la tomba de Cir el Gran, fou declarat Patrimoni de la Humanitat per la UNESCO l'any 2004.
El 549 aC, Cir II el Gran va derrotar Astíages de Mèdia prop de la ciutat i va provocar la retirada del seu exèrcit, que es va amotinar i va fer presoner el rei, i va proclamar rei Cir, que va entrar a Ecbàtana, la capital meda. Cir va mantenir la capital principal a Pasàrgades. Segons Heròdot, tenia un palau i els tresors dels perses.
Va romandre capital de Pèrsia fins que Darios I el Gran va construir Persèpolis.
En el que fou la ciutat queden les restes d'una construcció anomenada tomba de Cir, construïda en vida del rei, de 12 m d'alt, però d'estructura molt simple i austera. No gaire lluny, queden les ruïnes de la residència reial. Fou construïda per Cir II el Gran el 546 aC, i no la va acabar abans de la seva mort, el 529 aC.